# Treguaco
Treguaco este o comună din provincia Ñuble, regiunea Bío Bío, Chile, cu o populație de 5.227 locuitori (2012) și o suprafață de 313,1 km2.